# Okljuka
Okljuka je naselje v Občini Metlika.